# Titularbistum Rhizus
Rhizus (ital.: Rizonte) ist ein Titularbistum der römisch-katholischen Kirche. 
Es geht zurück auf einen früheren Bischofssitz in der gleichnamigen antiken Stadt (heute Rize in der Türkei) in der römischen Provinz Cappadocia bzw. in der Spätantike Pontus Polemoniacus an der Schwarzmeerküste. Es gehörte der Kirchenprovinz Neocaesarea in Ponto an.
| Titularbischöfe von Rhizus |                                 | |                   |                |
| Nr.                        | Name                            | Amt | von               | bis            |
| 1                          | Henri de Lespinasse de Saune SJ | 22. November 1899–30. August 1911 Apostolischer Koadjutorvikar von Zentral-Madagaskar, 30. August 1911–7. August 1929 Apostolischer Vikar von Tananarive (Madagaskar) | 22. November 1899 | 7. August 1929 |